# Райт (окръг, Мисури)
Вижте пояснителната страница за други значения на Райт.
Окръг Райт (на английски: Wright County) е окръг в щата Мисури, Съединени американски щати. Площта му е 1769 km², а населението - 18 443 души. Административен център е град Хартвил.